# Zmarli w roku 2004
Lista osób zmarłych w 2004:

## styczeń 2004
- 1 stycznia
  - Mikko Juva, arcybiskup Ewangelicko-Luterańskiego Kościoła Finlandii
  - Witold Cezariusz Kowalski, polski geolog, profesor, zasłużony twórca polskiej geologii inżynierskiej geo.uw.edu.pl
- 2 stycznia
  - Etta Moten Barnett, amerykański aktor
  - Lynn Cartwright, amerykańska aktorka
  - Paul Hopkins, amerykański baseballista
  - Dennis Silverthorne, amerykański łyżwiarz figurowy, olimpijczyk (1948)
- 3 stycznia
  - James Counsilman, amerykański trener pływania
  - Ma Wenrui, chiński działacz państwowy i partyjny
  - Min Zhiting, chiński lider religijny, przewodniczący Chińskiego Towarzystwa Taoistycznego
- 4 stycznia
  - Brian Gibson, brytyjski reżyser
  - Helena Růžičková, czeska aktorka
  - Dorota Terakowska, polska pisarka literatury młodzieżowej i dziennikarka
- 5 stycznia
  - Charles Dumas, amerykański lekkoatleta, mistrz olimpijski i rekordzista świata w skoku wzwyż
- 6 stycznia
  - Pierre Charles, premier Dominiki
  - Francesco Scavullo, amerykański fotograf mody
- 7 stycznia
  - Jerzy Skarżyński, polski scenograf
  - Ingrid Thulin, szwedzka aktorka
  - Mario Zatelli, francuski piłkarz i trener
- 8 stycznia
  - Helena Góralska, polityk Unii Wolności
- 9 stycznia
  - Yinka Dare, nigeryjski koszykarz
  - Norberto Bobbio, włoski filozof i socjolog, senator
  - Song Hào, wietnamski generał, działacz partyjny
  - Zhou Erfu, chiński pisarz
- 10 stycznia
  - Alexandra Ripley, amerykańska pisarka
  - Kazimierz Zieliński, polski neurobiolog, członek PAN
  - Michał Wołosewicz, polski poeta
- 12 stycznia
  - Barbara Łopieńska, polska dziennikarka, reportażystka
- 13 stycznia
  - Aleksandyr Stalijski, minister obrony Bułgarii
  - Phillip Crosby, amerykański piosenkarz i aktor
- 14 stycznia
  - Uta Hagen, amerykańska aktorka pochodzenia niemieckiego, pedagog
- 15 stycznia
  - Robert-Ambroise-Marie Carré, francuski duchowny, członek Akademii Francuskiej
  - Antoni Czortek, polski bokser, olimpijczyk, wicemistrz Europy
- 16 stycznia
  - Kalevi Sorsa, fiński polityk, premier
  - Stanisław Świerk, polski trener piłkarski
  - Andrzej Wasiak, polski historyk, pasjonujący się m.in. działalnością K. Pułaskiego w latach konfederacji barskiej
- 17 stycznia
  - Czesław Niemen, polski muzyk i wokalista rockowy[1]
- 18 stycznia
  - Irena Sławińska, polska historyk literatury
- 19 stycznia
  - Miroslav Pavlović, serbski piłkarz, wicemistrz Europy 1968 z reprezentacją Jugosławii
- 20 stycznia
  - Aleksander Gobronidze, przewodniczący parlamentu Adżarii, gruzińskiej republiki autonomicznej
  - Olivier Guichard, francuski polityk
  - Guinn Smith, amerykański lekkoatleta, mistrz olimpijski w skoku o tyczce
- 21 stycznia
  - Jordan Radiczkow, bułgarski pisarz
  - Witold Trzeciakowski, polski ekonomista, minister w rządzie T. Mazowieckiego
- 23 stycznia
  - Zdzisław Ambroziak, polski siatkarz, dziennikarz i publicysta[2]
  - Helmut Newton, fotograf mody
  - Lennart Strand, szwedzki lekkoatleta, rekordzista świata w biegu na 1500 m
- 24 stycznia
  - Irena Malkiewicz, polska aktorka
  - Leônidas, brazylijski piłkarz
- 25 stycznia
  - Fanny Blankers-Koen, holenderska lekkoatletka, wielokrotna mistrzyni olimpijska
  - Miklós Fehér, węgierski piłkarz, zmarły po zasłabnięciu na boisku
- 26 stycznia
  - Aleksander Małachowski, polityk Unii Pracy i publicysta
- 27 stycznia
  - Salvador Laurel, filipiński polityk, premier i wiceprezydent
- 28 stycznia
  - Krzysztof Dzierżawski, ekonomista z Centrum im. Adama Smitha
  - Yukihiko Ikeda, minister spraw zagranicznych Japonii
  - Bronisław Minc, ekonomista, prof. SGH
- 29 stycznia
  - Janet Frame, nowozelandzka pisarka
  - Mary Margaret Kaye, brytyjska pisarka
  - Joe Viterelli, amerykański aktor, znany z ról w filmach gangsterskich
- 31 stycznia
  - Eleanor Holm, amerykańska mistrzyni olimpijska w pływaniu, aktorka

## luty 2004
- 1 lutego
  - Ewald Cebula, polski piłkarz, reprezentant Polski
  - Otto Wilhelm Fischer, austriacki aktor
  - Alistair MacLeod, szkocki trener piłki nożnej
  - Maciej Szumowski, polski dziennikarz, reżyser filmów dokumentalnych
- 2 lutego
  - Alan Bullock, brytyjski historyk
- 3 lutego
  - Ryszard Janowicz, polski saneczkarz, mistrz świata, olimpijczyk
  - Jason Raize Rothenberg, amerykański aktor, znany głównie z występów na Broadwayu
  - Tadeusz Tuszewski, polski konserwator i artysta książki, grafik, liternik, profesor warszawskiej Akademii Sztuk Pięknej (ur. 1907)
- 4 lutego
  - Stevo Crvenkovski, minister spraw zagranicznych Macedonii
- 5 lutego
  - John Hench, współtwórca filmów animowanych wytwórni Disneya
  - Thomas Moorer, amerykański admirał, szef połączonych sztabów podczas wojny w Wietnamie
  - Wojciech Seweryn, polski gitarzysta rockowy i jazzowy
  - Zang Kejia, chiński poeta
- 6 lutego
  - Fang Chuang Pi, przywódca komunistów singapurskich
- 7 lutego
  - Cyprian Brudkowski, prezes Stowarzyszenia Elektryków Polskich
  - Federico Sordillo, prezes włoskiej federacji piłkarskiej
- 8 lutego
  - Iwan Palakou, przewodniczący Prezydium Rady Najwyższej Białoruskiej Socjalistycznej Republiki Radzieckiej
- 9 lutego
  - Jerzy Got, polski historyk teatru
  - Opilio Rossi, watykański dyplomata, kardynał
  - Cándido Rubiolo, emerytowany arcybiskup Mendozy (Argentyna)
  - Claude Ryan, kanadyjski polityk, lider Partii Liberalnej Quebecu
  - Janusz Żurakowski, polski pilot oblatywacz
- 10 lutego
  - Carlos José Guadamuz, nikaraguański dziennikarz, zamordowany
  - Edmund Pacholski, nestor dziennikarzy poznańskich
- 11 lutego
  - Ryszard Kukliński, pułkownik, agent CIA w polskim Sztabie Generalnym
  - Jozef Lenárt, premier Czechosłowacji
- 12 lutego
  - Cammy Potter, amerykańska snowboardzistka, zwyciężczyni zawodów Pucharu Świata
  - Věra Suchánková-Hamplová, czeska mistrzyni Europy w łyżwiarstwie figurowym
  - Władysława Wasilewska, polski literaturoznawca, zasłużona bibliotekarka
- 13 lutego
  - Janusz Kulig (34), kierowca rajdowy, trzykrotny mistrz Polski, zginął tragicznie w wypadku samochodowym[3]
  - Denis Hurley, emerytowany arcybiskup Durbanu (Południowa Afryka)
  - Zelimchan Jandarbijew, prezydent Czeczenii
- 14 lutego
  - Marco Pantani, włoski kolarz[4]
  - Bolesław Dubicki, polski zapaśnik, trener zapasów w stylu klasycznym
  - Eloise Jensson, amerykańska projektantka kostiumów filmowych, zdobywczyni Oscara
  - Marcin Rumiński, polski literat i podróżnik
  - Stanisław Kudelski, polski ksiądz, autor wspomnień Czyściec wszystkich świętych
- 15 lutego
  - Hasse Ekman, szwedzki aktor i reżyser filmowy
  - John Tietjen, amerykański teolog luterański
- 16 lutego
  - Jens Evensen, norweski dyplomata, sędzia Międzynarodowego Trybunału Sprawiedliwości
- 17 lutego
  - José López Portillo, prezydent Meksyku
  - Dragi Stamenković, szef Rady Wykonawczej (premier) Serbii
  - Shirley Strickland, australijska mistrzyni olimpijska w lekkoatletyce
- 20 lutego
  - Jiří Ruml, czeski dziennikarz, dawny dysydent
  - Stanisław Ryniak, pierwszy polski więzień obozu koncentracyjnego w Oświęcimiu, nr obozowy 31
- 21 lutego
  - John Charles, walijski piłkarz
  - Les Gray, brytyjski wokalista glamrockowej grupy Mud
  - Irina Press, lekkoatletka radziecka, mistrzyni olimpijska
- 22 lutego
  - Roman Trześniowski, prof. nauk o kulturze fizycznej, doktor honoris causa warszawskiej AWF
- 23 lutego
  - Ryszard Białowąs, koszykarz, mistrz Polski, olimpijczyk
  - Roque Máspoli, urugwajski piłkarz, bramkarz, mistrz świata 1950
- 24 lutego
  - Albert Axelrod, amerykański szermierz, medalista olimpijski
  - Miron Czernienko, rosyjski krytyk filmowy
  - Joan McCord, amerykańska uczona, kryminolog
  - Ludwik Vogt, polski żeglarz
- 25 lutego
  - Antonio López Aviña, emerytowany arcybiskup katolicki Durango (Meksyk)
- 26 lutego
  - Boris Trajkovski, prezydent Macedonii, zginął w katastrofie lotniczej
  - Jacques Georges, francuski działacz piłkarski, prezydent UEFA w latach 1983–1990
  - Ralph E. Winters, Amerykanin, zdobywca Oscara w kategorii montażu
- 27 lutego
  - Tadeusz Walendowski, polski dziennikarz i filmowiec
- 28 lutego
  - Stanislaus Lo Kuang, emerytowany arcybiskup Tajpej
- 29 lutego
  - Ołeksandr Beresz, ukraiński gimnastyk, medalista olimpijski
  - Danny Ortiz, gwatemalski piłkarz, zmarł po tragicznym zderzeniu się z rywalem na boisku
  - Witold Rudziński, polski kompozytor, teoretyk i historyk muzyki
  - Harold St. John, premier Barbadosu

## marzec 2004
- 1 marca
  - Janina Garścia, kompozytorka i pedagog muzyki
  - Tadjidine Massounde, prezydent i premier Komorów
- 2 marca
  - Mercedes McCambridge, amerykańska aktorka, laureatka Oscara
- 3 marca
  - Pedro Pietri, poeta portorykański
  - Violet Santangelo, piosenkarka amerykańska, pierwsza żona Warrena Zevona
  - Alec Zino, ornitolog brytyjski, jego imię noszą petrele Zino z Madery
- 4 marca
  - Jeremi Przybora, współtwórca Kabaretu Starszych Panów[5]
- 5 marca
  - Carlos Arosemena Monroy, prezydent Ekwadoru
  - Stanisław Musiał, jezuita, filozof
  - Mike O’Callaghan, polityk amerykański, gubernator stanu Nevada
- 6 marca
  - Joan Riudavets Moll, Hiszpan, najstarszy mężczyzna na świecie według księgi Guinnessa (114 lat)
- 7 marca
  - Paul Winfield, amerykański aktor, nominowany do Oscara
- 8 marca
  - Rust Epique, amerykański gitarzysta zespołu hardrockowego Crazy Town
  - Józef Gucwa, biskup pomocniczy tarnowski
  - Alfons Lütke Westhues, niemiecki jeździec, mistrz olimpijski
- 9 marca
  - Abu Abbas, przywódca terrorystycznego Frontu Wyzwolenia Palestyny
  - John McGeoch, brytyjski gitarzysta punkrockowy
  - Robert Pastorelli, amerykański aktor
- 10 marca
  - Norbert Grupe, niemiecki bokser zawodowy i aktor
  - Robert D. Orr, polityk amerykański, gubernator Indiany
- 11 marca
  - zamach terrorystyczny w Madrycie, około 200 ofiar śmiertelnych (zobacz: Zamach w Madrycie)
  - Sidney James, amerykański dziennikarz sportowy
- 12 marca
  - Yvonne Cernota, bobsleistka niemiecka
  - Karel Kachyňa, czeski reżyser filmowy
- 13 marca
  - Franz Koenig, arcybiskup wiedeński, kardynał
  - Dullah Omar, polityk południowoafrykański
- 14 marca
  - Jurijs Rubenis, premier Łotewskiej Socjalistycznej Republiki Radzieckiej
- 15 marca
  - Gert Hummel, niemiecki duchowny ewangelicko-luterański, biskup w Gruzji
  - Václav Kozák, czeski mistrz olimpijski w wioślarstwie
  - William Pickering, astrofizyk nowozelandzki
  - John A. Pople, chemik brytyjski, noblista
- 16 marca
  - Andrzej Bartnicki, historyk
  - Jeannie Ebner, pisarka austriacka
- 17 marca
  - J.J. Jackson, jeden z pierwszych prezenterów MTV
- 18 marca
  - Richard Marner, aktor brytyjski
  - Radu Manicatide, rumuński konstruktor lotniczy
- 19 marca
  - Boonreung Bauchan, tajlandzki pogromca węży, zmarł po ukąszeniu przez kobrę w czasie przedstawienia
  - Zygmunt Kubiak, historyk, eseista[6]
  - Mitchell Sharp, polityk kanadyjski
  - Josef Stingl, polityk niemiecki
  - Christopher Timms, nowozelandzki mistrz olimpijski w żeglarstwie
- 20 marca
  - Christel Boom, razem z mężem Guntherem Guillaume stanowiła parę szpiegów NRD
  - Francoise Gaudenzi-Aubier, Francuzka, negocjatorka Komisji Europejskiej z Polską
  - Juliana, królowa Holandii w latach 1948–1980
  - Pierre Sevigny, polityk kanadyjski
  - Stanisław Skowron, trener żużlowy
  - Mieczysław Zabierowski, polski telegrafista, żołnierz AK
  - Edward Zubler, Amerykanin, wynalazca lampy halogenowej
- 21 marca
  - Johnny Bristol, jeden z najsłynniejszych producentów muzyki soul[7]
  - Matthew Gribble, pływak amerykański, rekordzista świata
  - Brian Maxwell, kanadyjski maratończyk, wynalazca i producent PowerBar.
  - Mirwais Saddik, minister w rządzie Afganistanu
  - Robert Snyder, amerykański reżyser dokumentalista, zdobywca Oscara
  - Ludmila Tcherina, francuska artystka baletowa
  - John C. West, polityk amerykański, gubernator Karoliny Południowej
- 22 marca
  - Ahmad Jasin, założyciel i przywódca duchowy Hamasu, zginął w ostrzale izraelskim
- 23 marca
  - Chen Zhongwei, ortopeda chiński
  - Rupert Hamer, polityk australijski
- 24 marca
  - Andrzej Hausbrandt, krytyk teatralny
  - Mildred Jeffrey, amerykańska działaczka społeczna
  - David Meyrick, brytyjski wicemistrz olimpijski w wioślarstwie
- 25 marca
  - Krystyna Vetulani-Belfoure, polska pisarka, tłumaczka, nauczycielka
- 26 marca
  - Jan Berry, członek amerykańskiego duetu rockowego Jan & Dean
  - Fred Karlin, kompozytor amerykański, zdobywca Oscara
  - Jan Sterling, amerykańska aktorka
- 27 marca
  - Edward Piszek, działacz Polonii w USA, biznesmen
- 28 marca
  - Albert Brülls, piłkarz niemiecki, wicemistrz świata w 1966
  - Erich Hauser, rzeźbiarz niemiecki
  - Robert Merle, pisarz francuski
  - Walter B. Miller, antropolog amerykański
  - Włodzimierz Reczek, przewodniczący Głównego Komitetu Kultury Fizycznej, w latach 1952–1973 prezes Polskiego Komitetu Olimpijskiego i członek honorowy MKOl[8]
  - Peter Ustinov, aktor brytyjski i ambasador UNICEF
- 29 marca
  - Charles Grenzbach, zdobywca Oscara 1986 za najlepszy dźwięk
  - Witold Jurasz, dyplomata
- 30 marca
  - Alistair Cooke, amerykański dziennikarz radiowy
  - Robert Dados, żużlowiec, mistrz świata juniorów
  - Michael King, historyk nowozelandzki
  - Willy Troeger, piłkarz, reprezentant NRD
  - Vernon Young, biochemik amerykański
- 31 marca
  - Hedi Lang, działaczka państwowa Szwajcarii
  - Józef Łobocki, trener piłkarski
  - Gurcharan Singh Tohra, jeden z liderów Sikhów
  - Jerzy Bolikowski, dr hab. inżynier, specjalista elektrotechniki i metrologii elektrycznej

## kwiecień 2004
- na przełomie marca i kwietnia
  - Alejandro Ferretis, aktor meksykański
- 1 kwietnia
  - Paul Atkinson, brytyjski gitarzysta rockowy, członek zespołu The Zombies
  - Aaron Bank, wojskowy amerykański, twórca „Zielonych Beretów”
  - Enrique Grau, kolumbijski malarz i rzeźbiarz
  - Janis Kirastas, grecki trener piłkarski
  - Carrie Snodgress, amerykańska aktorka
  - Joseph Zimmerman, wynalazca amerykański, opatentował telefoniczną automatyczną sekretarkę
- 2 kwietnia
  - John Taras, amerykański tancerz i choreograf
- 3 kwietnia
  - Gabriella Ferri, piosenkarka włoska
- 4 kwietnia
  - Gito Baloi, południowoafrykański piosenkarz i gitarzysta
  - John Goodell, amerykański reżyser dokumentalista, nominowany do Oscara
  - Pierre Koenig, architekt amerykański
  - Zbigniew Józef Kraszewski, biskup pomocniczy diecezji Warszawa-Praga
  - Bogdan Norčič, słoweński skoczek narciarski, trener
  - Briek Schotte, kolarz belgijski
  - Alwyn Williams, geolog brytyjski
  - Austin Willis, aktor kanadyjski
- 5 kwietnia
  - Adolf Dygacz, etnograf
  - Fernand Goyvaerts, piłkarz belgijski
- 6 kwietnia
  - Łarisa Bogoraz, działaczka opozycji w ZSRR
  - Edward Krasiński, rzeźbiarz
  - Niki Sullivan, amerykański gitarzysta rockowy
- 7 kwietnia
  - Wolfgang Mattheuer, rzeźbiarz niemiecki
  - Marian McCargo Bell, amerykańska tenisistka i aktorka
  - Kelucharan Mohapatra, indyjski tancerz Odissi
- 8 kwietnia
  - Herb Andress, aktor niemiecki
  - Hans Guido Mutke, pilot niemiecki
- 9 kwietnia
  - Lelia Abramo, aktorka brazylijska
  - Harry Babbitt, piosenkarz amerykański
  - Julius Sang, biegacz kenijski, mistrz olimpijski
  - Sein Lwin, prezydent Mjanmy (Birmy)
  - Daria Trafankowska, aktorka[9]
- 10 kwietnia
  - Orazio Fumagalli, rzeźbiarz włoski
  - Jacek Kaczmarski (47), poeta i kompozytor
  - Roland Rainer, architekt austriacki
  - Abraham Spiegel, filantrop amerykański
  - Hannelore Valencak, pisarka austriacka
- 11 kwietnia
  - Lodovico Barbiano di Belgiojoso, architekt włoski
- 12 kwietnia
  - Norman Campbell, kanadyjski reżyser telewizyjny
  - Juan Valderrama Blanca, hiszpański śpiewak flamenco
  - Walentyna Najdus-Smolar, polska historyk, działaczka komunistyczna
- 13 kwietnia
  - David Morales Bello, polityk Wenezueli
- 14 kwietnia
  - Harry Beevers, amerykański fizjolog roślin
  - Harry Holt, amerykański twórca filmów animowanych
  - Argeo Quadri, dyrygent włoski
- 15 kwietnia
  - Karol Dejna, językoznawca polski
  - Hans Gmür, dramaturg szwajcarski
  - Frankie Narvaez, bokser portorykański
  - Mitsuteru Yokoyama, japoński twórca komiksów
- 16 kwietnia
  - Elwood Cooke, tenisista amerykański, zwycięzca Wimbledonu w grze podwójnej
  - Jan Szczepański, socjolog polski
- 17 kwietnia
  - Bruce Boa, amerykański aktor
  - Antoni Chrościcki, kardiolog
  - Andre Makarakiza, katolicki arcybiskup Gitega (Burundi)
  - Abd al-Aziz ar-Rantisi, przywódca palestyńskiego Hamasu
  - Soundarya, aktorka indyjska
- 18 kwietnia
  - Kazimierz Mikołaj Gutkowski, dyplomata
  - Kamisese Mara, prezydent i premier Fidżi
  - Kōken Nosaka, polityk japoński
- 19 kwietnia
  - Tim Burstall, australijski reżyser filmowy
  - Jim Cantalupo, prezes sieci restauracji McDonald’s
  - Dagoberto Gonzalez – wenezuelski polityk i działacz związkowy
  - George Hardwick, piłkarz brytyjski
  - Philip Locke, aktor brytyjski
  - John Maynard Smith, biolog brytyjski
  - Norris McWhirter, współtwórca Księgi rekordów Guinnessa
  - Frank Morrison, gubernator Nebraski
  - Ronnie Simpson, szkocki piłkarz, bramkarz
- 20 kwietnia
  - Huib Drion, holenderski rzecznik eutanazji
  - Lizzy Mercier Descloux, francuska wokalistka punkrockowa
- 21 kwietnia
  - Karl Hass, oficer niemiecki, zbrodniarz wojenny
  - Larry Lederman, amerykański działacz sportowy
  - Mary McGrory, dziennikarka amerykańska
  - Concha Zardoya, poetka chilijska, tłumaczka
- 22 kwietnia
  - Natasza Czarmińska, piosenkarka
  - Franco Delli Colli, filmowiec włoski
  - Art Devlin, amerykański skoczek narciarski, olimpijczyk, działacz sportowy
  - James Leonard Doyle, kanadyjski biskup katolicki
  - Szczepan Pieszczoch, polski duchowny katolicki, patrolog
  - Pat Tillman (27), zawodnik futbolu amerykańskiego, zginął jako żołnierz USA w Afganistanie
- 23 kwietnia
  - Mahmud Mursi, aktor egipski
  - Ramon Torrella Cascante, hiszpański arcybiskup katolicki
  - Len Vale-Onslow, pionier brytyjskiego przemysłu motocyklowego
- 24 kwietnia
  - Jose Giovanni, francuski reżyser filmowy
  - Estee Lauder, założycielka amerykańskiego przedsiębiorstwa kosmetycznego
- 25 kwietnia
  - Alphonzo Bell, polityk amerykański
  - Jerzy Edmund Cieślak, lekarz, senator SLD
  - Thom Gunn, poeta brytyjski
  - Eddie Hopkinson, piłkarz brytyjski
  - Carl Melles, dyrygent austriacki pochodzenia węgierskiego
  - Hiroshi Mitsuzuka, minister spraw zagranicznych Japonii
  - Albert Paulsen, amerykański aktor
  - Zofia Raciborska, aktorka[10]
  - Claude Williams, amerykański skrzypek jazzowy
- 26 kwietnia
  - Amado Avendaño, polityk meksykański
  - Barthélémy Batantu, katolicki duchowny Kongo
  - La Paquera de Jerez, hiszpańska artystka flamenco
  - Mariusz Łukasiewicz, bankowiec, twórca Lukas Banku i Eurobanku
  - John Parsons, brytyjski dziennikarz sportowy
  - Hubert Selby, pisarz amerykański
  - Hasse Thomsén, bokser szwedzki
- 27 kwietnia
  - Aleksander Bowin, rosyjski dziennikarz i dyplomata
  - Ulrich Stranz, kompozytor niemiecki
  - Alejandro Ulloa, aktor hiszpański
  - Roy Walford, dietetyk i gerontolog amerykański
- 28 kwietnia
  - Józef Kaczanowski, uczestnik obrony Westerplatte
- 29 kwietnia
  - Daniel Bernard, dyplomata francuski
  - Nick Joaquin, pisarz filipiński
  - Sid Smith, kanadyjski hokeista
- 30 kwietnia
  - Kazimierz Broel-Plater, szachista
  - Joseph F. Cullman, amerykański działacz tenisowy
  - Frederick Karl, amerykański historyk literatury
  - Boris Pergamenszykow, rosyjski wiolonczelista
  - Caspar Pound, brytyjski producent muzyki techno
  - Grzegorz Jurgielewicz, założyciel i lider polskiego zespołu Infernum

## maj 2004
- 1 maja
  - Ram Prakash Gupta, indyjski polityk
  - Felix Haug, szwajcarski piosenkarz pop
  - Lojze Kovačič, słoweński pisarz
  - Jean-Jacques Laffont, francuski ekonomista
- 2 maja
  - Nelson Gidding, amerykański scenarzysta filmowy, nominowany do Oscara
  - Paul Guimard, pisarz francuski
  - John Hammersley, matematyk brytyjski
  - Salvatore Isgro, włoski hierarcha katolicki
- 3 maja
  - Anthony Ainley, brytyjski aktor
  - Andrew Cavendish, brytyjski polityk
  - Betty Miller, amerykańska aktorka
- 4 maja
  - John Barton, polityk amerykański
  - Thea Beckman, holenderska autorka literatury dziecięcej
  - Clement Dodd, jamajski producent muzyki reggae
  - Carlheinz Hollmann, dziennikarz niemiecki
  - Cyril Vosper, Brytyjczyk, lider kościoła scjentologistów, później aktywny przeciwnik
- 5 maja
  - Nando Martellini, włoski dziennikarz sportowy
  - Boris Pietrowski, wieloletni minister zdrowia ZSRR
- 6 maja
  - Virginia Capers, amerykańska aktorka
  - Philip Kapleau, amerykański mistrz buddyzmu Zen
  - Barney Kessel, amerykański gitarzysta jazzowy
- 7 maja
  - Rudy Maugeri, amerykański śpiewak (baryton), wokalista zespołu The Crew-Cut
  - Waldemar Milewicz, reporter i Mounir Bouamrane, montażysta Telewizji Polskiej, zginęli w Iraku w trakcie misji dziennikarskiej[11]
- 8 maja
  - Shelley Glover, amerykańska narciarka alpejska
  - Samuel Iwry, działacz i uczony żydowski w USA
  - Walentin Jeżow, rosyjski scenarzysta filmowy, nominowany do Oscara
  - John Peel, polityk i dyplomata brytyjski
- 9 maja
  - Brenda Fassie, wokalistka południowoafrykańska
  - Achmat Kadyrow, prezydent Czeczenii popierany przez władze rosyjskie, zmarł po zamachu bombowym
  - Alan King, amerykański komik i aktor
  - Walter Stockmayer, chemik amerykański
- 10 maja
  - Orvar Bergmark, piłkarz szwedzki, wicemistrz świata z 1958
  - Eric Kierans, polityk kanadyjski
- 11 maja
  - Mick Doyle, irlandzki zawodnik i trener rugby
  - Ku Sang, południowokoreański poeta
  - Niu Zhenhua, chiński aktor, komik
  - Alfred Valentine, czołowa postać krykieta Indii Zachodnich
- 12 maja
  - Syd Hoff, rysownik i pisarz amerykański
  - John LaPorta, amerykański klarnecista jazzowy
  - Alexander Skutch, ornitolog kostarykański
  - John Whitehead, amerykański muzyk rhythmandbluesowy
- 13 maja
  - Michael Guttenbrunner, pisarz i poeta austriacki
  - Carlo Scarascia-Mugnozza, włoski polityk, parlamentarzysta, komisarz europejski (1972–1977)[12]
- 14 maja
  - Rudi Arndt, polityk niemiecki
  - Guenter Gaus, dziennikarz niemiecki
  - Jesús Gil, prezes hiszpańskiego klubu piłkarskiego Atlético Madryt
  - Torsten Johansson, tenisista szwedzki, kapitan reprezentacji daviscupowej
  - Anna Lee, aktorka brytyjska
  - Eugene Mallove, dziennikarz amerykański, rzecznik idei darmowej energii
  - Hubert Michon, emerytowany arcybiskup katolicki Rabatu (Maroko)
- 15 maja
  - Bruno Baiano, piłkarz portugalski
  - Marius Constant, dyrygent i kompozytor rumuński
  - Gill Fox, amerykański karykaturzysta polityczny
  - William Hinton, amerykański badacz marksizmu chińskiego
  - Robert Morgan, amerykański pilot wojskowy
  - Clint Warwick, basista i współzałożyciel zespołu The Moody Blues
  - Yang Shen-sum, malarz chiński
- 16 maja
  - Marika Rökk, aktorka węgierska
- 17 maja
  - Marjorie Courtenay-Latimer, brytyjska uczona, ichtiolog
  - Tony Randall, amerykański aktor
  - Izz ad-Din Salim, przewodniczący irackiej Rady Zarządzającej, zginął w wyniku wybuchu samochodu-pułapki
  - June Taylor, choreograf amerykańska, właścicielka trupy tanecznej June Taylor Dancers
- 18 maja
  - Arnold Beckman, amerykański chemik, filantrop
  - Francesco Caroli, włoski artysta cyrkowy
  - Joey Curtis, sędzia boksu zawodowego, bokser
  - Elvin Jones, amerykański perkusista jazzowy
  - Stefan Swieżawski, filozof
  - Hyacinthe Thiandoum, kardynał senegalski
- 19 maja
  - Mary Dresselhuys, holenderska aktorka teatralna
  - E.K. Nayanar, polityk indyjski
  - Carl Raddatz, aktor niemiecki
  - Maciej Urbaniec, grafik
- 20 maja
  - Lionel Murray, polityk brytyjski
  - Mieczysław Łubiński, profesor, specjalista budownictwa lądowego
  - Roger Ulrich, biolog francuski, członek zagraniczny PAN
- 21 maja
  - Toshikazu Kase, dyplomata japoński
- 22 maja
  - Michaił Woronin, gimnastyk rosyjski, mistrz olimpijski
- 23 maja
  - Lê Minh Hương, polityk wietnamski
- 24 maja
  - Gundars Mausevics, basista łotewskiego zespołu rockowego Brainstorm (zginął w wypadku, 24 maja odnaleziono zwłoki)
- 25 maja
  - David Dellinger, amerykański działacz społeczny, pacyfista
- 27 maja
  - Umberto Agnelli, prezes koncernu Fiat
  - Geraldo Majela Reis, brazylijski arcybiskup katolicki
  - Ladislav Hecht, tenisista czechosłowacki
  - Roger Straus, wydawca amerykański
- 28 maja
  - Michael Alison, brytyjski polityk, deputowany Izby Gmin (1964-1997)[13]
  - Vittore Branca, włoski historyk literatury
  - Bohuslav Chňoupek, wieloletni minister spraw zagranicznych Czechosłowacji
  - Jerzy Klempel, szczypiornista, medalista olimpijski
- 29 maja
  - Archibald Cox, specjalny prokurator w aferze Watergate
  - Ramona Trinidad Iglesias-Jordan, Portorykanka, uznawana za najstarszą osobę na świecie (114 lat)
  - Jack Rosenthal, scenarzysta brytyjski
- 30 maja
  - Rafał Kurmański, żużlowiec, wicemistrz Europy juniorów
  - Nizamuddin Shamzai, duchowy patron radykalnych islamistów w Pakistanie
- 31 maja
  - Alberta Martin, ostatnia wdowa po żołnierzu konfederatów w wojnie secesyjnej
  - Robert Quine, gitarzysta amerykański

## czerwiec 2004
- 1 czerwca
  - Michał Gryziński, fizyk polski, twórca modelu atomu Gryzińskiego
- 2 czerwca
  - Nikołaj Giaurow, bułgarski śpiewak (bas)
  - Tesfaye Gebre Kidan, tymczasowy prezydent Etiopii
- 3 czerwca
  - Quorthon, szwedzki muzyk metalowy, założyciel zespołu Bathory
- 4 czerwca
  - Nino Manfredi, włoski aktor komediowy
- 5 czerwca
  - Ronald Reagan, 40. prezydent USA w latach 1981–1989[14]
  - Roman Aftanazy, historyk
- 9 czerwca
  - Roman Ciesielski, profesor, specjalista inżynierii lądowej, senator I kadencji
  - Antonio Sousa Franco, portugalski polityk socjalistyczny
- 10 czerwca
  - Ray Charles, piosenkarz amerykański[15]
  - Graeme Kelling, gitarzysta szkockiego zespołu rockowego Deacon Blue
- 11 czerwca
  - Luigi Sposito, włoski duchowny katolicki
  - Xenophon Zolotas, premier Grecji
- 12 czerwca
  - Bassam Saleh Kubba, dyplomata iracki, zginął w zamachu w Bagdadzie
  - Ignacy Malecki, elektroakustyk, członek PAN
- 13 czerwca
  - Marek Sell, twórca programu antywirusowego mks vir
- 14 czerwca
  - Ubaldo Calabresi, włoski duchowny katolicki, dyplomata watykański
- 15 czerwca
  - Lech Kalinowski, historyk sztuki
  - Cezary Nawrot, projektant wzornictwa przemysłowego
- 16 czerwca
  - Herman Heine Goldstine, informatyk i matematyk amerykański
  - Thanom Kittikachorn, premier Tajlandii
- 17 czerwca
  - Teodor Józef Blachut, geodeta, działacz Polonii kanadyjskiej
  - Stuart Hampshire, filozof brytyjski
  - Jacek Kuroń, polityk, minister pracy i polityki socjalnej, kawaler Orderu Orła Białego[16]
  - Henryk Rechowicz, historyk, rektor Uniwersytetu Śląskiego
- 19 czerwca
  - Jadwiga Abisiak, polska siatkarka
- 20 czerwca
  - Jim Bacon, polityk australijski
- 21 czerwca
  - Luigi Accogli, włoski duchowny katolicki, dyplomata watykański
  - Leonel Brizola, polityk brazylijski
- 22 czerwca
  - Bob Bemer, informatyk amerykański
  - Thomas Gold, astrofizyk amerykański
  - Abułkar Kostojew, minister spraw wewnętrznych republiki rosyjskiej Inguszetii
  - Maria Łyczko, pedagog, harcmistrzyni
  - Marek Różycki, wieloletni prezydent Olsztyna
  - Anna Zawadzka, zasłużona harcerka, siostra Tadeusza Zawadzkiego „Zośki”
- 24 czerwca
  - Andrzej Giersz, polski ekonomista, polityk, minister (1967–1971)
  - Carlos Alberto Lacoste, tymczasowy prezydent Argentyny
  - Carl Rakosi(inne języki), poeta amerykański
- 25 czerwca
  - Karol Kennedy Kucher, amerykańska łyżwiarka figurowa, wicemistrzyni olimpijska
  - Jakow Siergunin, wicepremier prorosyjskiego rządu Czeczenii
- 26 czerwca
  - George Charles, szef rządu Saint Lucia
- 27 czerwca
  - Jean Graczyk, kolarz francuski pochodzenia polskiego
- 28 czerwca
  - Alfred Jagucki, duchowny Kościoła luterańskiego w Polsce
- 29 czerwca
  - Stipe Šuvar, polityk chorwacki
- 30 czerwca
  - Leszek Filipczyński, naukowiec, specjalista akustyki i ultradźwięków

## lipiec 2004
- 1 lipca
  - Marlon Brando (80), amerykański aktor
  - Richard May, brytyjski prawnik, sędzia Międzynarodowego Trybunału Karnego dla byłej Jugosławii
  - Stanisław Różankowski, piłkarz
- 2 lipca
  - Sophia de Mello Breyner, pisarka portugalska
  - Victor Mfulumpinga Nlandu, lider opozycji Angoli, zamordowany
- 3 lipca
  - Andrijan Nikołajew, kosmonauta radziecki
  - Subandrio, minister spraw zagranicznych Indonezji
- 4 lipca
  - Anna Zalewska, nauczycielka, posłanka na Sejm 1993–2001
- 5 lipca
  - Hugh Lawson Shearer, premier Jamajki
- 6 lipca
  - Wacław Ciepłucha, weteran II wojny światowej, obrońca Westerplatte
  - Eric Douglas, amerykański aktor, najmłodszy syn Kirka Douglasa
  - Thomas Klestil, prezydent Austrii
- 8 lipca
  - Jean Lefebvre, aktor francuski
  - Carlo Di Palma, włoski operator filmowy
- 9 lipca
  - Paul Klebnikov, dziennikarz amerykański pochodzenia rosyjskiego, zamordowany
  - John Walton, brytyjski działacz sportowy, dyrektor ekipy Formuły 1 Minardi
- 10 lipca
  - Lech Krzyżaniak, archeolog
  - Rudy LaRusso, koszykarz amerykański
  - Inge Meysel, aktorka niemiecka
  - Maria de Lurdes Pintassilgo, premier Portugalii
- 11 lipca
  - Manuel Quaresma, portugalski działacz piłkarski
  - Laurance Rockefeller, mecenas sztuki, doradca prezydentów USA
  - Renée St. Cyr, aktorka francuska
- 12 lipca
  - Betty Oliphant, założycielka kanadyjskiej Narodowej Szkoły Baletowej
- 13 lipca
  - Joe Gold, amerykański pionier kulturystyki
  - Carlos Kleiber, dyrygent niemiecki
  - Karel Zich, czeski piosenkarz
- 14 lipca
  - Tadeusz Sołtyk (95), polski konstruktor lotniczy
  - Grzegorz Cioroch, polski franciszkanin, przełożony zakonu w Rosji
- 15 lipca
  - Charles Sweeney, amerykański pilot, który zrzucił bombę atomową na Nagasaki
- 16 lipca
  - Antonio Vitale Bommarco, włoski arcybiskup katolicki
  - George Busbee, gubernator amerykańskiego stanu Georgia
  - Juliusz Krzysztof Suchecki, polski prawnik, sędzia Sądu Najwyższego
- 17 lipca
  - Grzegorz Cziura, wicemistrz olimpijski w podnoszeniu ciężarów
  - Jacek Lenartowicz, muzyk punkrockowy
  - Robert Smylie, gubernator amerykańskiego stanu Idaho
  - Maria Turlejska, historyk
- 18 lipca
  - Norman Lloyd Johnson, amerykański statystyk
  - Florian Kroenke, pełnomocnik rządu na obwód Gorzów w 1945
- 19 lipca
  - Henri Légaré, kanadyjski duchowny katolicki
  - Zenko Suzuki, premier Japonii
- 20 lipca
  - Antonio Gades, legendarny hiszpański tancerz flamenco
  - Adi Lady Lala Mara, działaczka polityczna Fidżi, wdowa po Kamisese Mara
  - Valdemaras Martinkėnas – litewski piłkarz, trener
  - Zdzisław Sierpiński, dziennikarz i krytyk muzyczny
- 21 lipca
  - Hanna Teresa Geremek, polski historyk starożytności, dr UW, żona prof. Bronisława Geremka
  - Edward B. Lewis, biolog amerykański, laureat nagrody Nobla z medycyny w 1995
- 22 lipca
  - Sacha Distel, francuski piosenkarz
  - Jerry Goldsmith, amerykański kompozytor muzyki filmowej
  - Illinois Jacquet, amerykański saksofonista jazzowy
- 23 lipca
  - Serge Reggiani, włoski i francuski aktor i piosenkarz
- 24 lipca
  - Lowell Fitzsimmons, amerykański trener koszykówki
- 25 lipca
  - Jian Xianren, chińska działaczka komunistyczna, weteranka Długiego Marszu
  - Leszek Mech, scenarzysta filmów animowanych
- 26 lipca
  - Bogusław Sochnacki, polski aktor
- 27 lipca
  - Bob Tisdall, lekkoatleta irlandzki, mistrz olimpijski w biegu na 400 m przez płotki w 1932
- 28 lipca
  - Francis Crick, fizyk i biolog, współodkrywca struktury DNA, laureat Nagrody Nobla
- 31 lipca
  - Laura Betti, aktorka włoska
  - Włodzimierz Lejczak, polski inżynier, polityk, minister
  - Absamat Masalijew, lider partii komunistycznej w Kirgistanie

## sierpień 2004
- 1 sierpnia
  - Philip Abelson (91) – amerykański fizyk
- 2 sierpnia
  - Henri Cartier-Bresson (95), francuski fotografik, uważany za jednego z największych w XX wieku fotoreporterów na świecie
  - Halina Krzanowska (78), biolog
  - Heinrich Mark, prezydent Estonii na emigracji
  - Arturo Tolentino (94), minister spraw zagranicznych Filipin
- 3 sierpnia
  - Madeleine Robinson (87), francuska aktorka
- 4 sierpnia
  - Pierre de Chevigné (95), wysoki komisarz na Madagaskarze
  - Robert Jennings, brytyjski prawnik, prezydent Międzynarodowego Trybunału Sprawiedliwości
- 6 sierpnia
  - Rick James (56) – amerykański wokalista funk
- 7 sierpnia
  - Bernard Levin (75), brytyjski dziennikarz
- 8 sierpnia
  - Paul N. Adair (89), założyciel firmy zajmującej się gaszeniem pożarów szybów naftowych
  - Fay Wray (96) – amerykańska aktorka
- 9 sierpnia
  - Bogusław Madey (72), dyrygent i kompozytor
  - David Raksin (92) – amerykański kompozytor muzyki filmowej
- 10 sierpnia
  - James Rockefeller (102), najstarszy złoty medalista olimpijski, finansista
- 11 sierpnia
  - Benedykt Kozielski (86), polski działacz społeczny, więzień KL Auschwitz
  - Wolfgang Mommsen (74), niemiecki historyk
  - Jerzy Urbankiewicz (89), polski pisarz i dziennikarz
- 12 sierpnia
  - Godfrey N. Hounsfield (85), brytyjski noblista z medycyny w 1979
  - Eugeniusz Ornoch (63), polski trener lekkoatletyczny
  - Ewa Stramska (44), dziennikarka Polskiego Radia Wrocław
  - George Yardley (75) – amerykański koszykarz
- 14 sierpnia
  - William D. Ford (77) – amerykański polityk
  - Czesław Miłosz (93), polski poeta, laureat Nagrody Nobla w 1980
- 15 sierpnia
  - Sune Bergstroem (88), szwedzki laureat Nagrody Nobla w dziedzinie medycyny
  - Marian Kozłowski (87), działacz sportowy, honorowy prezes Polskiego Związku Koszykówki
  - U Wun (96), birmański poeta
  - Neal Fredericks (35) – amerykański operator filmowy, realizator filmu The Blair Witch Project
- 16 sierpnia
  - Ivan Hlinka (54), czeski hokeista, trener
  - Władysław Kwaśniewicz (78), polski socjolog
  - Zofia Porembska (74), polska biochemiczka
  - Robert Quiroga (35) – amerykański bokser, zawodowy mistrz świata
  - Ledyard Tucker, amerykański statystyk i psycholog
- 17 sierpnia
  - Thea Astley, pisarka australijska
  - Zygmunt Łęski, żołnierz AK, zasłużony instruktor harcerski
- 18 sierpnia
  - Elmer Bernstein (82) – amerykański kompozytor muzyki filmowej
  - Hiram Fong (97) – amerykański polityk
- 19 sierpnia
  - Jan Koteja (72), polski zoolog i paleoentomolog
  - Günter Rexrodt (63), niemiecki minister gospodarki
- 23 sierpnia
  - Francesco Minerva (100), włoski hierarcha katolicki
- 25 sierpnia
  - Marcelo González Martín (86), kardynał hiszpański
- 26 sierpnia
  - Laura Branigan (52) – amerykańska piosenkarka
  - Adam Graczyński (65), senator SLD
- 28 sierpnia
  - Maciej Próchnicki (43), perkusista zespołu Golden Life
- 30 sierpnia
  - James Masilamony Arul Das, indyjski duchowny katolicki, arcybiskup Madrasu
  - Fred Lawrence Whipple, amerykański astronom

## wrzesień 2004
- 1 września-3 września
  - 322 ofiary ataku na szkołę w Biesłanie
- 1 września
  - Ahmad Kuftaru, wielki mufti Syrii
- 2 września
  - Stefan Wołoszyn, polski pedagog
- 4 września
  - Bob Boyd, amerykański baseballista
  - Walter Campbell, australijski polityk
- 6 września
  - Antoni Wichary, technik-górnik, trzeci prezes Górnika Zabrze
- 7 września
  - Kirk Fordice, polityk amerykański, gubernator Missisipi
- 8 września
  - Francis Burt, australijski polityk
  - Raymond Marcellin, francuski polityk
- 9 września
  - Jean Lefebvre, francuski aktor, znany z roli żandarma Fougasse z cyklu filmów z Louisem de Funèsen
  - Adam Sztejka, animator i jeden z twórców Bydgoskiej Masy Krytycznej
- 10 września
  - Brock Adams, amerykański polityk
- 11 września
  - Piotr VII, patriarcha Aleksandrii i całej Afryki
  - Fred Ebb, amerykański autor testów piosenek i librett dla musicali
- 12 września
  - Ahmed Dini Ahmed, polityk Dżibuti, premier
  - Paweł Gędłek, polski aktor
  - Marek Karp, założyciel Ośrodka Studiów Wschodnich
- 13 września
  - Andrzej Kłopotowski, komandor, uczestnik kompanii norweskiej i bitwy o Atlantyk, dowódca ORP Dzik
- 14 września
  - John Moberly, brytyjski polityk
  - Ove Sprogøe, duński aktor
- 15 września
  - Johnny Ramone (55), gitarzysta i współzałożyciel grupy Ramones
  - Daouda Malam Wanké, polityk Nigru, szef państwa
- 16 września
  - Livio Maitan, włoski polityk i teoretyk lewicy
  - Izora Rhodes Armstead, amerykańska wokalistka (Weather Girls)
- 18 września
  - Russ Meyer, amerykański reżyser filmowy
  - Kłara Rumianowa, aktorka
- 19 września
  - Line Oestvold, norweska snowboardzistka
- 20 września
  - Brian Clough, angielski trener piłkarski
  - Nordin ben Salah, holenderski bokser
  - Yang Huanyi, Chinka, ostatnia osoba posługująca się pismem nüshu
- 21 września
  - Zbigniew Drozdowski, antropolog
- 23 września
  - Winston Cenac, premier Saint Lucia
  - Henryk Kempa, prezydent Gorzowa Wielkopolskiego
- 24 września
  - Raja Ramanna, indyjski fizyk atomowy
  - Françoise Sagan (69), francuska pisarka
- 25 września
  - Alain Glavieux, francuski informatyk
  - Ma Chengyuan, chiński historyk sztuki i muzealnik
- 26 września
  - Izedin al-Szejk Chalil, jeden z liderów Hamasu
  - Einar Førde, norweski polityk i dziennikarz
  - Amjad Hussain Farooqi, pakistański terrorysta
- 27 września
  - Franciszek Marchlewski, polski pływak, trener, działacz sportowy
  - Pieter Jan Leeuwerink, holenderski siatkarz
  - Tsai Wan-lin, finansista tajwański
- 28 września
  - Mulk Raj Anand, indyjski pisarz
  - Christl Cranz, niemiecka narciarka alpejska
- 29 września
  - Balamaniamma, indyjska poetka
  - Richard Sainct, francuski motocyklista
- 30 września
  - Gamini Fonseka, lankijski polityk i aktor
  - Zygmunt Kałużyński, krytyk filmowy i publicysta

## październik 2004
- 1 października
  - Richard Avedon, amerykański fotografik
- 2 października
  - Ludek Kopriva, czeski aktor
- 3 października
  - Janet Leigh, amerykańska aktorka[17]
  - Michał Odlanicki-Poczobutt, geodeta
- 4 października
  - Helmut Bantz, gimnastyk niemiecki, mistrz olimpijski
  - Gordon Cooper, astronauta amerykański
  - Nilamani Routray, polityk indyjski
- 5 października
  - Rodney Dangerfield, amerykański aktor, komik
  - Bogusław Halikowski, pediatra, neurolog dziecięcy
  - Mildred Singleton, lekkoatletka amerykańska, mistrzyni olimpijska w skoku wzwyż
  - Maurice Wilkins, fizyk brytyjski pochodzenia nowozelandzkiego, noblista z medycyny
- 6 października
  - Veríssimo Correia Seabra, generał, tymczasowy prezydent Gwinei Bissau
  - Nikoła Canew, piłkarz bułgarski
  - John Kelley, biegacz amerykański, maratończyk
  - Józef Kukułka, politolog, historyk
- 7 października
  - Oscar Heisserer, piłkarz francuski
- 8 października
  - Jacques Derrida, filozof francuski
- 9 października
  - Maxime Faget, amerykański inżynier, związany z NASA
- 10 października
  - Ken Caminiti, baseballista amerykański
  - Gerard Pierre-Charles, intelektualista i polityk haitański
  - Christopher Reeve, aktor, odtwórca roli Supermana
  - Maurice Shadbolt, pisarz nowozelandzki
- 11 października
  - Ben Komproe, premier Antyli Holenderskich
- 14 października
  - Juan Francisco Fresno Larrain, chilijski duchowny katolicki, kardynał
  - Iwan Szamiakin, pisarz białoruski
- około 15 października
  - Helmut Simon, Niemiec, odkrywca Człowieka Lodu
- 16 października
  - Per Højholt, poeta i pisarz duński
  - Pierre Salinger, dziennikarz amerykański
  - Tomasz Strzembosz, historyk, honorowy przewodniczący ZHR
- 17 października
  - Łukasz Jałoza, Wojciech Trawczyński, Jakub Zagaja, siatkarze Avii Świdnik, zginęli w wypadku samochodowym
  - Janusz Leleno, sędzia lekkoatletyczny
  - Uzi Chitman, izraelski piosenkarz, kompozytor
- 18 października
  - Stefan Moskwa, katolicki biskup pomocniczy diecezji przemyskiej
  - Ansar Tebujew, polityk rosyjski
  - Veerappan, słynny przestępca indyjski
- 19 października
  - Veljko Milatović, polityk czarnogórski
  - Paul Nitze, dyplomata amerykański
  - Lewis Urry, wynalazca kanadyjski
- 20 października
  - Wieranika Czarkasawa, opozycyjna dziennikarka białoruska
  - Anthony Hecht(inne języki), poeta amerykański
  - Wanda Truszkowska, biolog
- 22 października
  - Jean-Francois Leuba, polityk szwajcarski
  - Rosa Elena Simeon, kubańska działaczka polityczna, minister nauki
- 23 października
  - Robert Merrill, amerykański śpiewak (baryton)
  - Bill Nicholson, angielski piłkarz i trener
- 24 października
  - James Aloysius Hickey, kardynał, arcybiskup Waszyngtonu 1988–2000
  - Domenico Picchinenna, włoski duchowny katolicki, arcybiskup Catanii
- 25 października
  - Władysław Fiszdon, matematyk, mechanik, członek PAN
  - Shyam Nandan Mishra, polityk hinduski
  - John Peel, słynny brytyjski prezenter radiowy
  - Jerzy Ustupski, wioślarz, medalista olimpijski
- 26 października
  - Nestor Kombot-Naguemon, polityk Republiki Środkowoafrykańskiej
- 27 października
  - Claude Helffer, francuski pianista
  - Marek Lewicki, chemik Politechnika Szczecińska
  - Janina Pudełek, historyk baletu
  - Serginho, brazylijski piłkarz
- 28 października
  - Jimmy McLarnin, kanadyjski bokser, mistrz świata zawodowców
  - Maximos Salloum, arcybiskup katolickiego kościoła melchickiego w Izraelu
  - Charles Wheeler, amerykański operator filmowy, nominowany do Oscara
- 29 października
  - Alicja Christabel Montagu-Douglas-Scott, księżna Gloucester, ciotka królowej Anglii Elżbiety II
  - Edward Oliver LeBlanc, premier Dominiki
- 30 października
  - Peggy Ryan, amerykańska aktorka

## listopad 2004
- 2 listopada
  - Theo van Gogh, holenderski reżyser, zamordowany
  - Gustaaf Joos, kardynał belgijski
  - Gerrie Knetemann, holenderski kolarz, mistrz świata 1978
  - Alphonse U Than Aung, duchowny katolicki z Birmy
  - Zajid ibn Sultan Al Nahajjan, emir Abu Zabi, prezydent Zjednoczonych Emiratów Arabskich
- 3 listopada
  - Siergiej Żołtok, hokeista łotewski
- 4 listopada
  - Robert Heaton, brytyjski muzyk rockowy, kompozytor i perkusista zespołu New Model Army
- 5 listopada
  - Jerzy Duda-Gracz, polski malarz
- 6 listopada
  - Johnny Warren, piłkarz australijski
- 7 listopada
  - Howard Keel, amerykański aktor
- 8 listopada
  - Bruno Bettinelli, kompozytor włoski
  - Eddie Charlton, snookerzysta australijski, mistrz świata
  - Lennox Miller, lekkoatleta jamajski, medalista olimpijski
- 9 listopada
  - Emlyn Hughes, angielski piłkarz
- 11 listopada
  - Jaser Arafat, przywódca Autonomii Palestyńskiej
  - Richard Dembo, reżyser francuski, laureat Oscara
  - Erna Rosenstein, polska malarka żydowskiego pochodzenia, wdowa po Arturze Sandauerze
- 12 listopada
  - Usko Merilaeinen, kompozytor fiński
  - Ziemowit Jacek Pietraś, profesor prawa, dziekan Wydziału Politologii UMCS
  - Carlo Rustichelli, włoski kompozytor muzyki filmowej
  - Stanisław Skalski, lotnik, generał, bohater Bitwy o Anglię[18]
- 13 listopada
  - John Balance, muzyk angielski, współtwórca zespołu muzyki industrialnej Coil
  - Ellen Fairclough, pierwsza kobieta-minister w rządzie federalnym Kanady
  - Agostino Ferrari Toniolo, włoski biskup katolicki, pro-prezydent Papieskiej Komisji Komunikacji Społecznej
  - Harry Lampert, rysownik amerykański, autor książek o brydżu
  - Ol’ Dirty Bastard, piosenkarz amerykański (rap)
  - Keith Weller, angielski piłkarz
- 14 listopada
  - Angel Federico Robledo, polityk argentyński
  - Jacek Zglinicki, trener reprezentacji Polski w piłce ręcznej
- 15 listopada
  - Elmer Andersen, polityk amerykański
  - Honorat Wiśniewski, trener lekkoatletyki
- 16 listopada
  - Hans Kuenzi, polityk szwajcarski
- 17 listopada
  - Mikael Ljungberg, szwedzki zapaśnik (styl klasyczny), mistrz olimpijski z igrzysk w Sydney 2000
  - Aleksander Ragulin, hokeista radziecki, trzykrotny mistrz olimpijski
- 18 listopada
  - Juan Carlos Aramburu, kardynał argentyński
  - Cy Coleman, amerykański kompozytor musicali
  - Michel Colombier, francuski kompozytor muzyki filmowej
  - Alfred Maseng, prezydent Vanuatu
  - Siergiej Kowalenko, radziecki koszykarz (ur. 1947)
  - Bolesław Taborski, emerytowany biskup pomocniczy przemyski
- 19 listopada
  - Helmut Griem, aktor niemiecki
  - John Robert Vane, farmakolog brytyjski, laureat Nagrody Nobla z medycyny 1982
  - Andrzej Śleszyński, dziennikarz Radia Olsztyn, popularyzator Spotkań Zamkowych, dwukrotny laureat konkursu „Polska i Świat”, finalista konkursu „Dwa Teatry”
- 20 listopada
  - Celsio Furtado, ekonomista brazylijski
  - Janine Haines, australijska działaczka polityczna
  - Ancel Keys, biochemik amerykański, twórca diety śródziemnomorskiej
  - Marcin Pawłowski (33), dziennikarz i prezenter TVN[19]
- 21 listopada
  - Wilhelm Illbruck, niemiecki żeglarz oceaniczny
  - Henryk Jankowski, polski filozof
- 23 listopada
  - Refa’el Etan, izraelski generał i polityk
- 24 listopada
  - Arthur Hailey, kanadyjski pisarz pochodzenia brytyjskiego
  - Elijah Mwangale, kenijski polityk
- 26 listopada
  - Jerzy Altkorn, polski ekonomista
  - Philippe de Broca, francuski reżyser filmowy
  - Hans Schaffner, prezydent Szwajcarii
- 27 listopada
  - Gunder Hägg, lekkoatleta szwedzki (biegacz)
  - Andrzej Micewski, historyk, działacz katolicki
- 29 listopada
  - John Drew Barrymore, amerykański aktor
  - Anne Samson, kanadyjska zakonnica, jedna z najstarszych osób na świecie
- 30 listopada
  - Pierre Berton, kanadyjski pisarz
  - Seung Sahn, patriarcha buddyzmu koreańskiego

## grudzień 2004
- 1 grudnia
  - Fathi Arafat, lekarz palestyński, brat Jasera
  - książę Bernhard, arystokrata niemiecki, mąż królowej Holandii Juliany, ojciec królowej Beatrix
  - Bill Brown, szkocki piłkarz (bramkarz)
  - Emma Verona Johnston, jedna z najstarszych osób na świecie, najstarsza mieszkanka USA
- 2 grudnia
  - Alicia Markova, tancerka angielska
  - Louis Truman, generał amerykański
  - Mona Jane Van Duyn, poetka amerykańska
- 3 grudnia
  - Shiing-shen Chern, matematyk chińsko-amerykański
  - Josef Schwammberger, oficer SS, zbrodniarz wojenny
  - Marek Stachowski, polski kompozytor
  - Anders Thunborg, szwedzki polityk i dyplomata
- 4 grudnia
  - William Barden, irlandzki duchowny katolicki, arcybiskup w Iranie
  - June Ferguson, lekkoatletka australijska
  - Wolfgang Hempel, niemiecki dziennikarz sportowy
  - Li Xiuying, Chinka, jedna z nielicznych ofiar, które przeżyły japońską masakrę w Nankinie w 1937
- 6 grudnia
  - Raymond Goethals, belgijski trener piłkarski
- 7 grudnia
  - Jay Van Andel, przedsiębiorca amerykański, współzałożyciel korporacji Amway
  - Noel Clark, miłośnik i popularyzator polskiej historii, tłumacz poezji.
- 8 grudnia
  - Dimebag Darrell, gitarzysta
  - Leslie Scarman, polityk brytyjski, członek Izby Lordów
- 9 grudnia
  - Philippe Gigantes, kanadyjski polityk i dziennikarz
  - Kim Dong-jo, polityk południowokoreański
- 11 grudnia
  - Jose Luis Cuciuffo, piłkarz argentyński, mistrz świata 1986
  - Arthur Lydiard, nowozelandzki trener lekkoatletyczny
  - Marian Masłoń, piłkarz, reprezentant Polski w piłce nożnej
  - M.S. Subbulakshmi, indyjska śpiewaczka klasyczna
  - Włodzimierz Berutowicz, I prezes Sądu Najwyższego w latach 1976–1987
- 13 grudnia
  - Fernando Poe, aktor filipiński, kandydat na prezydenta w maju 2004
  - Syed Mir Qasim, polityk indyjski
- 14 grudnia
  - George Hunter, bokser południowoafrykański, mistrz olimpijski
- 15 grudnia
  - Chiang Fang-liang, pierwsza dama Republiki Chińskiej, wdowa po prezydencie Chiang Ching-kuo
  - Sidonie Goossens, harfistka brytyjska
  - Józef Waczków, polski tłumacz literatury pięknej, poeta
- 17 grudnia
  - Jerzy Karaszkiewicz, aktor
  - Stanisław Zagaja, profesor, specjalista sadownictwa, członek PAN
- 19 grudnia
  - Herbert C. Brown, chemik amerykański, laureat Nagrody Nobla 1979
  - Zbigniew Prusinkiewicz, uczony (gleboznawstwo)
  - Renata Tebaldi, śpiewaczka włoska (sopran)
- 20 grudnia
  - Pierre-Marie Gy, dominikanin francuski, reformator liturgii katolickiej po Soborze Watykańskim II
  - Son Seals, amerykański muzyk bluesowy
  - Ryszard Wyrwicki, ur. 1932, polski geolog, profesor
- 21 grudnia
  - Lennart Bernadotte, hrabia Wisborg, członek szwedzkiej rodziny królewskiej, wnuk króla Gustawa V
- 22 grudnia
  - Olgierd Donimirski, polski działacz społeczny i narodowy na Powiślu, pierwszy powojenny starosta olsztyński
  - Rudi Kolak, polityk byłej Jugosławii
  - Juris Latiss, bobsleista łotewski
- 23 grudnia
  - Heera Lal Devpura, polityk indyjski
  - P.V. Narasimha Rao, polityk indyjski, premier w latach 1991–1996
  - Jerzy Wachowski (72), prawnik
- 24 grudnia
  - Janusz Stanisław Nowak, botanik polski, profesor Instytutu Botaniki Polskiej Akademii Nauk w Krakowie[20].
  - Elwira Seroczyńska, wicemistrzyni olimpijska w biegu łyżwiarskim na 1500 m w 1960
  - Elmer Swenson, amerykański producent wina
- 25 grudnia
  - Nripen Chakraborty, polityk indyjski
  - metropolita Anthony, grecki duchowny prawosławny, metropolita San Francisco
  - Mirosław Stadler, piłkarz i trener
  - Giennadij Striekałow, kosmonauta rosyjski
  - Serafim Żeleźniakowicz, najstarszy polski duchowny prawosławny
- 26 grudnia
  - Angus Ogilvy, członek brytyjskiej rodziny królewskiej
  - Reggie White, sportowiec amerykański, zawodnik futbolu amerykańskiego
- 27 grudnia
  - Hank Garland, amerykański gitarzysta rockowy i country
  - Heorhij Kirpa, minister transportu w rządzie Ukrainy
  - Stefan Miecznikowski, jezuita, kapelan łódzkiej „Solidarności”
  - Janusz Popławski, gitarzysta i kompozytor rockowy
- 28 grudnia
  - Jerry Orbach, amerykański aktor
  - Grzegorz Leopold Seidler, polski prawnik
  - Susan Sontag, pisarka amerykańska
- 29 grudnia
  - Julius Axelrod, biochemik amerykański, laureat Nagrody Nobla w dziedzinie medycyny 1970
  - Eugenio Garin, włoski historyk filozofii i kultury, zagraniczny członek PAN
  - Jadwiga Tressenberg, polska nauczycielka i bibliotekarka, popularyzatorka baśni mazurskich
- 30 grudnia
  - Salvatore Asta, włoski arcybiskup katolicki, dyplomata watykański
  - Artie Shaw, amerykański klarnecista jazzowy
- 31 grudnia
  - Gérard Debreu, ekonomista amerykański pochodzenia francuskiego, laureat Nagrody Nobla 1983